# Йон, Винценц
Винценц Йон (нем. Vinzenz John; 1838, Чехия — 1900) — австрийский статистик.
Профессор в Инсбруке и автор сочинений «Ссудные и кредитные товарищества (народные банки) в Чехии» (нем. «Die Vorschuss- und Kredit-Vereine (Volksbanken) in Böhmen»; Прага, 1870); «Der Name Statistik. Eine etymologisch-historische Skizze» (Берн, 1883); «История статистики» (нем. «Geschichte der Statistik»; Штутгарт, 1884, вышел только первый том). Статистические труды Йона сильно зависимы от работ его учителя Кнаппа.